# Urgleptes jamaicensis
Urgleptes jamaicensis là một loài bọ cánh cứng trong họ Cerambycidae.